# شعب بينان
البينان شعب من السكان الأصليين البدو الذين يعيشون في سراوق وبروناي، ويقتصر وجودهم على مجتمع صغير واحد في بروناي؛ تحول نصفهم الموجود في بروناي إلى ديانة الإسلام، وإن كان ذلك بصورة سطحية. البينان إحدى آخر هذه الشعوب التي لا تزال تعتمد على الصيد والجمع. يعرف البينان بممارستهم «المولونغ» والتي تعني أنه لا يجب أخذ أكثر مما ينبغي. كان معظم البينان من البدو المعتمدين على الجمع والالتقاط، حتى استقر مرسلون بعد الحرب العالمية الثانية بين العديد من السكان، خصوصًا في مقاطعتي أولو-بارام وليمبانغ. يأكل الشعب النباتات، التي تستعمل أيضًا كأدوية، ويستعملون الجلود، والفرو، وأجزاء أخرى للملابس والمأوى.

## التوزع السكاني
يبلغ عدد السكان نحو 16 ألف نسمة، منها 200 شخص فقط لا يزالون يعيشون حياة البدو. ازداد تعداد الشعب منذ بدء استقرارهم. يمكن تقسيم البينان إلى مجموعتين جغرافيتين مرتبطتين على نحو فضفاض؛ بينان الشرق وبينان الغرب. يقيم شعب بينان الشرق حول مناطق ميري، وبرم، وليمبانغ، وتوتوه، في حين يقيم القسم الغربي في مقاطعة بيلاغا وحولها.
يمكن اعتبارهم مجموعة أصلية أو «قبيلة» في حد ذاتها، مع وجود لغة مختلفة عن المجموعات الأصلية المجاورة الأخرى مثل الكينية، أو الكايان أو المورط أو الكلابيت. يصنف أفراد الشعب في التعدادات الحكومية على أنهم أورانغ أولو، ما يترجم إلى «شعب أعلى النهر» ويحتوي على مجموعات مجاورة متميزة مثل المجموعات المذكورة أعلاه. على نطاق أوسع، يشملهم شعب الداياك، الذي يشمل جميع السكان الأصليين في ساراواك.

## اللغة
تنتمي لغة بينان إلى المجموعة الفرعية الكينية ضمن فرع اللغات الملايو-بولينيزية التابعة لعائلة اللغات الأسترونيزية.

## نمط الحياة
اعتمدت مجتمعات البينان نمط حياة البدو حتى خمسينيات القرن الماضي. شهدت الفترة من عام 1950 إلى الوقت الحاضر برامج متسقة من جانب حكومة الولاية والمرسلين المسيحيين الأجانب لتوطين البينان في قرى نائية شبيهة بقرى جماعات السكان الأصليين الأخرى في ساراواك.
عادة ما يزرع البعض من الأجيال الأحدث الأرز وبساتين الخضروات، ولكن الكثير منهم يعتمد في نظامه الغذائي على الساغو (النشاء المستخرج من نخل الساغو)، وفواكه الغابات والفرائس التي عادة ما تشتمل على الخنزير البري، والأيل النابح، والفأر الغزال (الطرغوليات)، وأيضًا على الثعابين (خاصة البايثون أو الأصلة الشبكية)، والقرود، والطيور، والضفادع، والورل، والحلزون، وحتى الحشرات مثل الجراد. لكونهم يمارسون «المولونغ» فهم لا يشكلون عبئًا على الغابة: إذ يعتمدون عليها، وتزودهم بكل ما يحتاجون إليه. هم صيادون مهرة، يلتقطون فرائسهم باستخدام بندقية النفخ مصنوع من الشجرة البليانية، محفورة بدقة عالية باستخدام المثقب، والخشب لا يقسم، كما عليه الحال في أماكن أخرى، لذا على التجويف أن يكون دقيقًا بالملليمتر، حتى ولو وصلت المسافة إلى 3 أمتار. تصنع السهام من نخل الساغو، ويوضع عليها صمغ سام من شجرة تدعى «شجرة تاجم» توجد في الغابة، ويمكن أن تقتل الإنسان في غضون دقائق. كل ما يلتقط يتقاسمونه فيما بينهم، إذ يتسم مجتمع البينان بالتسامح والكرم والتكافؤ، لدرجة يقال فيها أن مجتمع البينان لا يعرف كلمة شكرًا، لأن المساعدة مفترضة، ولا تتطلب عبارات الشكر. تعني كلمة «جيان كينن» أشعر بشعور جيد، وعادة ما تستخدم في المجتمعات المستقرة كتعبير عن الشكر.
لم يعد يعيش في بروناي سوى عدد قليل جدًا من البينان، كما أن أسلوب حياتهم يتغير بسبب الضغوط التي تشجعهم على العيش في مستوطنات دائمة وتبني الزراعة على مدار السنة.

## مقاومة إزالة الغابات في ساراواك
«جاء الجيش والشرطة إلى حصارنا وهددونا، وقالوا إنه يجب علينا إزالة الحاجز. قلنا نحن ندافع عن أرضنا. إنه لمن السهل عليكم أيها الجنود ورجال الشركة قول ذلك؛ أنتم تتقاضون أجرًا، لديكم مال في جيوبكم، يمكنكم شراء ما تحتاجونه؛ الأرز والسكر، لديكم مالٍ كافٍ في المصارف. لكن بالنسبة لنا، هذا هو مصرفنا، وهذا هو المكان الوحيد الذي يمكننا فيه العثور على الطعام. (الناطق باسم البينان، 1987).
استرعى شعب البينان الاهتمام على الصعيدين الوطني والدولي عندما قاوم الأفراد عمليات قطع الأشجار في أقاليمهم في مناطق بارام وليمبانغ وتوتوه ولاواس في ساراواك. بدأ صراع البينان في الستينيات عندما فتحت الحكومتان الإندونيسية والماليزية مساحات كبيرة من المناطق الداخلية في بورنيو أمام عمليات قطع الأشجار لأغراض تجارية. في معظم الحالات، كانت أكبر امتيازات قطع الأشجار وأكثرها ربحًا تعود إلى أعضاء النخب السياسية والتجارية في الجزيرة. مع زيادة الطلب العالمي على الأخشاب في ذلك الوقت، بدأ أصحاب الامتيازات هؤلاء في شراء جميع الأشجار التي يمكن تسويقها من أصحابها. نظرًا لاعتماد مجتمعات بينان المستقرة شبه البدوية والبدوية على ما تنتجه الغابات، فقد تضررت بشدة من عمليات قطع الأشجار الواسعة النطاق التي تعدت على أراضيها التي اعتادت السكن فيها. تسبب قطع الأشجار في تلوث مستجمعات المياه الخاصة بها مع إزاحة الرواسب، وفقدان العديد من أشجار نخيل الساغو التي تشكل السكريات الرئيسية في النظام الغذائي للبينان، وندرة الخنزير البري والغزلان وغيرها من أنواع الطرائد، وندرة أشجار الفاكهة والنباتات المستخدمة في الطب التقليدي، وتدمير أماكن الدفن الخاصة بهم، وفقدان نخيل الراتان وغيره من الأنواع النادرة من النباتات والحيوانات. بالنسبة إلى سكان الغابات في بورنيو، مثل القبائل المحلية الأخرى، تعتبر أيضًا نباتات وحيوانات كهذه مقدسة، بصفتها تجسيدًا للأرواح والمعبودات القوية. على ذلك، قدم شعب البينان العديد من الشكاوى الشفهية والكتابية إلى شركات قطع الأشجار والمسؤولين الحكوميين المحليين. حاجوا بأن شركات قطع الأخشاب تقع على أرض أعطيت للبينان وفق معاهدة سابقة، اعترفت بها حكومة ولاية ساراواك، وبالتالي فإنها تنتهك حقوقها العرفية الأصلية. ادعوا أيضًا أن خطط قطع الأشجار لم تناقش قط معهم قبل بدء القطع. لكن هذه الشكاوى لم تلق آذانًا صاغية. بدءًا من أواخر الثمانينات وحتى اليوم، أقام البينان وغيرهم من مجتمعات الشعوب الأصلية مثل إيبان، وكيلابيت، وكايان (يشار إليه جميعًا باسم شعب داياك) عمليات حصار في محاولة لوقف عمليات قطع الأشجار على أراضيهم. نجحت هذه الجهود في العديد من المناطق، ولكن كان من الصعب الحفاظ عليها، وانتهت إلى مصادمات واسعة النطاق بين مجتمعات السكان الأصليين وشركات قطع الأشجار التي تدعمها الدولة وبدعم من الشرطة والجيش الماليزي. في عام 1987، أقرت حكومة الولاية التعديل إس 90 بي (S90B) لقانون الغابات، الذي جعل من عرقلة أي طريق لقطع الأشجار في ساراواك جريمة كبرى. بموجب هذا القانون، انتهت المواجهات بمقتل العديد من الأشخاص، وإصابة عديد آخرين منهم بجروح، واعتقال عدد كبير من السكان الأصليين. ذكر العديد من المحتجزين تعرضهم للضرب والإهانة أثناء احتجازهم. وثقت منظمة ساراواكية مستقلة مثل هذه الادعاءات في بعثة لتقصي الحقائق في عام 2001 بعنوان «ليست تنمية، وإنما سرقة».